# 황페이훙

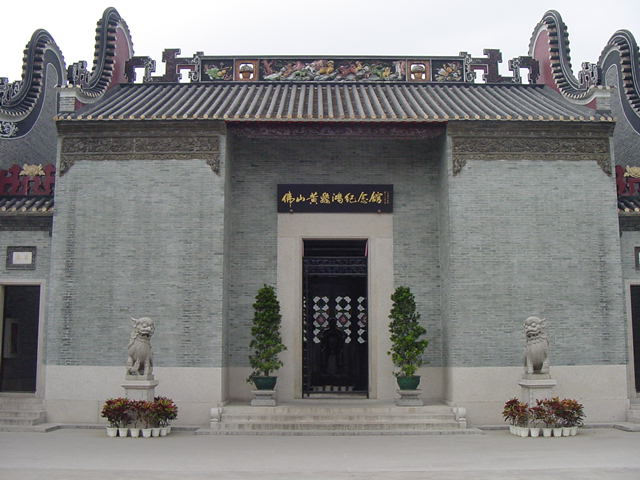
중화인민공화국 광둥성 포산에 있는 황비홍기념관의 입구

황비홍(중국어 간체자: 黄飞鸿, 정체자: 黃飛鴻, 병음: Huáng Fēihóng 황페이훙[*], 광둥어 발음: Wòhng Fēihùhng, 1847년 음력 7월 9일 ~ 1924년 3월 25일)은 청나라와 중화민국의 무술가, 한의사, 항일 독립운동가이다.
출생 이름은 황시샹(黃錫祥, 황석상)이나 황페이홍(黃飛鴻, 정확하게는 후앙페이훙이 더 가깝다. 광둥어(廣東語)가 아닌 베이징 표준어인 북경 만다린 혹은 대만에서도 통용되는 만다린이라는 보통화(普通話)가 이제는 중화권 정식 언어이니까)으로 개명하였으며, 자(字)는 다윈(達雲, 달운)이다. 광둥성 난하이현(南海縣) 출신으로, 소림 계통 남권의 일종인 홍가권(洪家拳)의 이다이쭝스(一代宗師, 일대종사)이자 명의(名醫)로 활동하면서 힘없는 민중들을 구하고 흑기군(黑旗軍)의 류융푸(劉永福, 유영복)과 함께 항일(抗日) 독립운동을 펼쳐 중국인들의 영원한 민족 영웅이 되었다.
황페이홍의 마지막 여제자였다가 1915년 그의 4번째 부인이 된 모구이란(莫桂蘭, 막계란)은 마지막까지 그의 곁을 지켰고 황페이홍이 죽은 훗날에는 곽원갑(霍元甲, 훠위안자)의 친척 조카인 곽관위(霍冠威, 훠관웨이)와도 무예 권법 교류를 도모하였다.
황페이홍은 현대 홍가권의 체계를 정리한 업적으로 현대 홍가권의 시조로 추앙받고 있으며 그의 일대기를 다룬 영화만 하여도 현재까지 약 100여편을 넘어가고 있는데다가 아직까지도 그의 일대기를 다룬 소설, TV 드라마 시리즈 등이 활발히 제작되고 있어 중국인들의 황페이훙에 대한 존경심과 사랑이 얼마나 대단한지 실감할 수 있다.

## 생애
황페이홍은 1847년 음력 7월 9일, 청나라 제8대 황제 도광제(道光帝)가 통치하던 시절에 광둥성(廣東省) 포산부(佛山府) 난하이현(南海縣) 시차오(西樵) 루저우촌(禄舟村)에서 태어났다. 그의 아버지 황기영(黃麒英, 황치잉)은 청나라 말기 광동 지역에서 명성을 떨친 10명의 무림 고수들을 일컫는 광동십호(廣東十虎) 중 한 사람이었다. 황페이훙은 5살이 되던 해에, 아버지 황기영으로부터 가문 대대로 전해지는 홍가권(洪家拳)과 의술을 전수받았다. 이때부터 황페이홍은 아버지 황기영과 함께 길거리를 돌아다니며 무술을 선보이고 약을 팔면서 생계를 유지하였는데, 13세 되던 해에 우연히 철선권(鐵線拳)의 고수인 철교삼(鐵橋三)의 제자 임복성(林福成, 린푸청)을 만나 그에게서 철선권과 비타(飛砣)를 습득하였다. 또한 그는 나중에 송휘당(宋輝鏜, 쑹후이탕)이라는 사내로부터 무영각(無影腳)을 전수받았고 아버지 황기영이 속해 있는 광동십호 중 한 명인 소걸아(蘇乞兒, 쑤치얼)로부터는 취팔선권(醉八仙拳)을 전수받았다. 그 외에 황페이홍은 사자춤에도 뛰어나서 그가 한번 사자의 탈을 쓰면 사자가 살아 움직이는 것 같아 보는 이들로 하여금 경탄을 일으키게 만들었으며 그래서 광주의 사자왕(광주사왕, 廣州獅王)이라는 별명이 붙었다.
1859년 12세 때, 곤술의 달인 정대옹을 이기고 '소년 영웅'이라는 별명을 얻게 되었으며 1864년 17세 때, 황페이홍은 마침내 광저우에 자신의 첫 번째 무관을 세우고 제자를 받았는데 광부나 삼란행(三欄行: 과일, 채소, 어물전) 상인들이 주로 그의 제자가 되었다. 19세에는 광둥성(廣東省) 포산(佛山) 서초 관산의 전당포를 습격한 도적 무리를 격퇴하였다. 그가 본격적으로 명성을 얻기 시작한 일화가 있는데, 바로 독일식 셰퍼드를 발차기 한 방에 즉사시킨 일이었다. 1867년 그의 나이 20세 때, 청나라 광둥성 광저우에 한 영국인이 고도로 훈련시킨 독일식 셰퍼드를 데리고 와서 중국의 무술가들을 상대로 결투를 벌이게 하였는데 수많은 사상자가 발생하였다. 이에 격분한 황페이홍이 자신이 직접 도전하여 저먼 셰퍼드를 한 번의 발차기로 즉사시켰다. 이 일화는 그가 본격적으로 명성을 얻게 된 계기가 되었으며 후에 영화 '황비홍사면복신견'이라는 영화로 제작되기도 하였다. 그 외에도 황페이홍은 무술 뿐만 아니라 의약에도 정통하여 1873년 그의 나이 26세 때, 그는 광둥성 광저우 인안리(仁安里)에 자신의 사설 병원인 바오즈린(寶芝林, 보지림)을 세우고 의술을 베풀어 사람들을 구했다.
1888년 41세에, 황페이홍은 흑기군(黑旗軍) 수령(首領) 유영복(劉永福)의 부러진 다리를 고쳐준 은혜로 인해 유영복에 의해 흑기군의 의관(醫官) 및 군중기격교련(軍中技擊教練)에 임명되었는데, 유영복이 타이완(臺灣)으로 부임하여 일본군을 무찌를 때 따라가 그와 함께 군국주의 일본의 군대에 맞서 항일 전쟁에 동참하기도 하였다. 유영복은 황페이홍의 신묘한 무술과 의술에 감탄하여 그에게 '의예정통(醫藝精通)'이라는 현판을 선물로 주었는데 황페이홍은 이 현판을 보지림에 걸었다. 황페이홍은 그 외에도 오전미(吳全美, 우취안메이) 제독 휘하 밑에서 무술 교련을 맡았고 나중에 광동 민단 총교련(廣東民團總教練)으로 임명되어 민단에서 무술을 지도하며 부국강병을 꿈꾸는 등 다양한 활동을 하였다. 1915년 45년 연하의 마지막 여제자 막계란(莫桂蘭, 또는 모구이란)과 4번째이자 마지막 결혼을 하였다. 1919년에는 포산(佛山)에 정무체육회(精武體育會) 광저우(廣州) 지회가 설립되자 개회식에 초청받아 그곳에서 자신의 무술을 선보이기도 하였다. 말년에는 단신으로 부두의 마적떼를 습격하여 굴복시킨 일화도 있었다.
황페이홍은 죽을 때까지 4번의 결혼을 하였는데, 앞의 3명은 잇달아 병으로 죽고 마지막 부인인 막계란(莫桂蘭, 또는 모구이란)이 끝까지 황페이홍의 곁을 지켰다. 막계란은 황페이홍 사후(死後), 홍콩(香港)으로 건너가 그곳에서 황페이홍의 홍가권을 전수하며 제자들을 양성하다가 1982년에 11월 3일 홍콩(香港)에서 죽었다. 황페이홍은 또한 슬하에 4명의 아들과 2명의 딸을 두었는데, 두 딸들은 모두 어려서 병으로 죽고 4명의 아들들 가운데서 둘째아들 황한삼(黃漢森, 황한싼 정확하게는 후앙한싼)의 실력이 가장 뛰어났으나 무술 시합에서 황한삼에게 패한 귀안량(鬼眼梁)이 황한삼을 몰래 독살하자 황페이홍은 이후 자식들에게 무술을 더 이상 전수하지 않았다고 한다.

## 사망
1919년 황페이홍의 무예를 잘 이어받은 둘째아들 황한삼(黃漢森, 황한싼 정확하게는 후앙한싼)이 무술 대회에서 승리하고 나서 앙심을 품은 상대방에게 독살되자 황페이홍은 크게 상심하게 된다. 이 일로 인하여 황페이홍은 마음의 병을 얻게 되었다. 4년 후 1923년 8월 광저우 상단이 폭동을 일으켜 서관(西關) 일대에 큰 불이 났는데, 그 화재로 황페이홍의 보지림(寶芝林)이 불에 탔다. 이 사건으로 인하여 황페이홍은 파산하였는데, 엎친 데 덮친 격으로 장남 황한방(黃漢邦)이 일자리를 잃게 되고 그전부터 4년 전에 황페이홍의 무예를 가장 잘 이어받은 차남 황한삼(黃漢森, 황한싼 정확하게는 후앙한싼)이 무술 대회에서 승리하고 나서 앙심을 품은 상대방(귀안량, 鬼眼梁)에게 독살된데다가 다시 3남 황한업(黃漢業, 황한예 정확하게는 후앙한예)마저 예상치 못한 불의의 사고로 뜻하지 않게 죽게 된다. 그러자 이미 가뜩이나 상심해 있던 상태인 황페이홍은 큰 병을 얻게 된다. 그 후 곧바로 1924년 3월 25일 향년 77세로 광저우 방편의원(廣州 方便醫院)에서 생을 마감한다. 그러나 말년에 화재로 파산하는 바람에 황페이홍의 유족들이 관을 사지 못할 지경이었는데, 생전의 황페이홍에게서 은혜를 입었던 많은 사람들이 돈을 모아 장례비에 보탬으로써 광둥성 광저우 바이윈구(白雲府) 바이윈 산(白雲山) 아래에서 그의 장례를 치렀다. 이는 황페이홍의 생전 인품과 영웅적 업적을 부각시켜주는 또 하나의 일화가 되었다. 황페이홍 사후, 그의 아내 모구이란과 장남 황한방과 4남 황한희(黃漢熙, 황한시 정확하게는 후앙한시) 두 아들, 그리고 사제 린스룽과 덩스충(鄧世瓊, 등세경)은 홍콩(香港)으로 이주하여 무술 도장을 열었다. 흑기군(黑旗軍) 출신 린자쿤(林家坤, 임가곤)은 황페이홍이 수군(水軍)의 무예 교관이던 시절부터 그를 따라다니며 무술을 배워서 후일 타이완(臺灣)으로 건너가 홍가권을 전수하였다.

## 무술
황페이홍은 소림 계통 남파 무술의 일종인 홍가권(洪家拳)의 고수였다. 홍가권은 속칭 홍권(洪拳)으로 불리기도 하는데 홍희관(洪熙官, 훙시관)이라는 소림의 속가제자가 창안한 소림권을 기초로 창안한 권법이다. 이후 홍가권은 홍희관의 사제인 육아채(陸阿采, 루아차이)에게 전수되었고, 육아채는 다시 황페이홍의 할아버지인 황태(黃泰, 황타이)에게, 황태는 자신의 아들 황기영에게 홍가권을 전수하였다. 황페이홍은 바로 자신의 아버지 황기영으로부터 홍가권을 전수받았다.
황페이홍은 자신이 전수받은 기존의 전통적인 홍가권을 새롭게 개량하였는데 공자복호권(工字伏虎拳), 호학쌍형권(虎鶴雙形拳) 등이 이때 크게 개량되었다고 한다. 또한 황페이홍은 소걸아, 송휘당, 임복성으로부터 배운 새로운 권법들을 모두 홍가권에 편입시켜 홍가권을 영남무술 5대 문파 중 최대의 문파로 번창시켰으며 현대로 이어지는 홍가권의 체계를 형성한 인물로 이런 공로를 인정받아 현대 홍가권의 일대종사이자 중흥조로 추앙받고 있다.
황페이홍의 특기로는 공자복호권(工字伏虎拳), 호학쌍형권(虎鶴雙形拳), 철선권(鐵線拳), 오랑팔괘곤(五郞八卦棍), 오형권(五形拳), 십형권(十形拳), 쌍비타(雙飛鉈), 자모도(子母刀), 나한포(羅漢袍), 괴자무영각(拐子無影腳), 철선권(鐡線拳), 단쌍호조(單雙虎爪), 나한금전표(羅漢金錢鏢), 사상표룡곤(四象標龍棍), 칠성연환구(七星連環扣), 요가대파(瑤家大耙) 등이 있다. 홍가권은 전형적인 남파 권법이기에 발차기보다는 교수(橋手)의 비중이 더 크지만, 황페이홍은 각법(脚法, 발차기)에도 뛰어났다고 한다. 황페이홍의 2대 제자인 주우제는 자신의 저서인 '황비홍 별전'을 통해 황페이홍의 각법(脚法)을 언급했는데 흔히 알려진 무영각 외에도 '월영귀각'이라는 비기가 있었다고 한다. 이 기술은 매우 치명적인 각법(脚法)으로 위급한 상황에서 벗어나게 해주며 결정적인 순간에 상대방에게 중상을 입힌다고 한다. 이론에도 밝았던 황페이홍은 말년에 중용(中庸)과 음양오행설을 바탕으로 남파의 권술들을 이론화하였으며 그 결과물로 십독수(十獨手)라는 비기를 창안하기에 이른다. 십독수(十獨手)는 소림 무술의 정수를 담고 있다는 평을 받고 있으며 그 기법이 매우 위험해서 일반인에게는 전수하지 않는다고 한다.

## 대표적인 제자들
대표 제자들로는 량관(梁寬), 린스룽(林世榮, 임세영), 링윈제(凌雲階, 능운제), 덩스충(鄧世瓊, 등세경), 모구이란(莫桂蘭, 막계란, 4번째 부인), 린자쿤(林家坤, 임가곤) 등이 있다. 덩스충과 모구이란은 여제자였으며 이중 모구이란은 황페이홍의 마지막 아내가 되었다. 원래 황페이훙의 무술을 가장 잘 이어받은 제자는 량관이었으나 20대의 나이에 폐병으로 사망하는 바람에 황페이훙은 크게 상심하였고 수제자 자리는 린스룽에게로 돌아갔다. 린스룽은 황페이훙을 도와 중화민국(中華民國)을 세우는 데에 공헌한 인물로서 황페이홍 사후(死後) 홍콩으로 건너가 홍가권을 전수하면서 활발한 저술 사업과 영화 제작 사업을 한다. 이런 활동을 통해 스승인 황페이홍의 이름을 알리는 데 공헌하였다. 유가량(劉家良, 류자량) 등 1970년대 홍콩 영화계를 좌지우지했던 대다수의 감독과 배우들이 바로 린스룽 계통의 홍가권을 수련한 적전 제자들이었다. 흑기군 출신 임가곤(林家坤, 린자쿤)은 황페이홍이 수군(水軍, 즉 해군(海軍))의 무예 교관이던 시절부터 그를 따라다니며 무술을 배워 후일 타이완(臺灣, 대만)으로 건너가 홍가권을 전수하였다. 영화 속에 황페이홍의 제자로 자주 등장하는 '아찰소'라는 캐릭터는 가공 인물로 실존하지 않았던 인물이다.
- 량관(梁寬, 양관)
- 린스룽(林世榮, 임세영)
- 능운계(凌雲階, 링윈제)
- 진전표(陳殿標, 천뎬뱌오)
- 등세경(鄧世瓊, 덩스충)
- 임가곤(林家坤, 린자쿤)
- 모구이란(莫桂蘭, 막계란)

## 같이 보기
- 엽문
- 구루장

## 후세의 평가
황페이홍을 기억하는 이들은 모두 황페이홍을 엄숙하고 진지하였으나 때로는 소탈하고 온화한 모습을 보였던 매우 인간적인 사람이라고 회고했다. 그는 무술을 가르칠 때 가르치면 안 된다고 자신이 생각하는 사람에게는 가르치지 않았고 훈련을 게을리 하는 제자들도 크게 꾸짖었다고 한다. 그는 매우 용감무쌍하여 힘없는 민중이 억압을 받는 모습을 보면 절대 참지 못했으며 항상 민중들의 편에 서서 상인들과 민중들을 보호했다고 한다. 2001년 포산시는 광둥지역의 유명인인 황페이홍을 기리기 위해 그의 기념관을 건립하기로 결정하였고 현재 포산시(佛山市)의 조묘(祖廟) 근처에 '포산 황페이홍 기념관(佛山黄飛鴻紀念館)'이 설립되어 많은 관광객들이 찾고 있는 지역 명소가 되었다. 기념관에서는 그의 사진과 기록화, 그를 다룬 소설, 무술 사료, 무기 등을 전시해두고 있으며 매일 사자춤 및 권법 공연 등을 통해 화려한 볼거리를 제공한다. 매년 그의 생일이 되면 전 세계에서 그를 추종하는 사람들이 모여 성대한 기념식을 거행하고 있다. 현재 황페이홍에 의해 뿌리내린 홍가권의 계보는 전 세계로 퍼져 최대 문파가 되었으며 대다수 홍가권의 계보가 황페이홍을 거치고 있다. 최근에는 황페이홍이 유영복 휘하의 항일 독립운동 부대에서 활약하였다는 증거가 발견되어 '광둥 역사 문화의 명인 100인'의 명단에 그의 이름이 오르고 항일 독립운동가로서의 그의 지위가 새삼 주목받고 있다. 그러나 최근 광둥 역사문화 명인사진전 기획시 뽑은 116명의 역대 향토 인물 중에서는 탈락하였다. 사유는 그의 일화가 설화적(說話的)인 면이 많다는 이유이다. 역대 향토 인물 중 무술인은 2명이 뽑혔으며 그 중 하나가 황페이홍의 수제자인 린스룽(林世榮, 임세영)이다. 이 결정에 대해서는 해당 지역에서 일부 반발이 있는 편.

## 영화 및 드라마
린스룽(林世榮, 임세영)의 문하 중 상당수는 후일에 영화 산업에 종사하였는데, 그 중 한 사람이 유명한 무술감독인 유가량(劉家良, 류자량, 정확하게는 광둥어 칸토니즈로는 라우카렁 Lau Kar leung, 만다린 보통화(普通話)로는 리우치아리앙 Liu Chia Liang)으로, 그의 부친 유담(劉湛, 류잔, 과거 광둥어인 칸토니즈 딕션은 라우잔)은 린스룽(林世榮, 임세영)의 제자였다. 1950~1960년대 홍콩에서는 80편에 가까운 황페이홍 영화가 촬영되었다. 극중에서 황페이홍은 바이위탕(白玉堂, 백옥당)이 연기한 2편을 제외하고는 모두 관덕흥(關德興, 관더싱)이 역할을 맡았으며 악역은 모두 석견(石堅, 스첸)이 연기하였다. 그래서 당시 홍콩 사람들은 관덕흥을 "황사부"(黃師傅)라고 부르고, 간사한 자에게는 "석견보다 간사하다"(奸過石堅)라고 하였다. 그 후 성룡(成龍, 청룽), 유가휘(劉家輝, 류자후이 리우치아웨이 Gordon Liu : 그는 본명이 승금희(冼錦熙, 셴진시)로 유가량 유가영 유가휘 유씨 3형제의 막내로 유가량의 도장에서 무술을 배우다가 유가량과 의형제를 맺어 의동생이 되며 성을 유(劉)씨로 개명했다. 첫째형 유가량과 둘째형 유가영은 둘 다 유담의 친아들이었다. 킬 빌 1편의 여주인공 우마 서먼이 맡은 브라이드의 흰 수염을 기른 사부역인 조연으로 출연하여 그가 노년에 연기한 대표적인 작품이 킬 빌1편이 되었다. 쿠웬틴 타란티노 감독이 그의 열광적인 팬이었다) 등 또한 이들도 한동안 황페이홍을 연기하였다. 근년에는 서극(徐克, 쉬커)이 감독한 황페이홍 영화 시리즈가 크게 성공하였는데, 주연은 이연걸(李連杰, 리롄제)이 맡았다.

### 영화
- 육아채와 황비홍(陸阿采與黃飛鴻 / Challenge Of The Masters, 1976): 유가휘
- 취권(醉拳 / Drunken Master, 1978): 성룡
- 인자무적(忍者無敵 / The Magnificent butcher,1979): 관덕흥
- 용자무구(勇者無懼 / Dreadnaught, 1981): 관덕흥
- 무관(武館 / Martial Club, 1981): 유가휘
- 황비홍(黃飛鴻 / Once Upon A Time In China, 1991): 이연걸
- 황비홍 - 일대종사(一代宗師 / Martial Arts Master Wong Fei Hung): 전가락
- 황비홍 2 - 남아당자강(黃飛鴻之二 男兒當自強 / Once Upon A Time In China II, 1992): 이연걸
- 황비홍 3 - 사왕쟁패(黃飛鴻之三 獅王爭覇 / Once Upon A Time In China III, 1993): 이연걸
- 강호영패 (蘇乞兒: Hero Among Heroes, 1993 ): 왕각
- 철마류 (少年黃飛鴻之鐵馬騮, Iron Monkey, 1993): 증사민
- 황비홍 4 - 왕자지풍(黃飛鴻之四 王者之風 / Once Upon A Time In China IV, 1993): 조문탁
- 황비홍 5 - 용성섬패(黃飛鴻之五 龍城殲覇: Once Upon A Time In China V, 1994): 조문탁
- 취권 2(醉拳 II: Legend of Drunken Master, 1994): 성룡
- 황비홍 - 철계투오공(黃飛鴻之 鐵鷄鬪蜈蚣 / Last Hero in China. 1995): 이연걸
- 황비홍 6 - 서역웅사(黃飛鴻之 西域雄獅 / Once Upon A Time In China And America, 1997): 이연걸
- 80일 간의 세계일주(Around the World in 80 Days, 2004): 홍금보

### 드라마
- 1984년 홍콩 TVB 보지림(寶芝林): 구가웅 감독/유강.석수.탕진업.유덕화.주윤발.남결영 출연
- 1986년 대만 CTV 취권(醉拳): 원상인 감독/구우정.이예민.원상인.왕광.검훈 출연
- 1992년 홍콩 TVB 아애아찰소(我愛牙擦蘇): 증려진 감독/장위건.려자.유소혜.관해산.증위권 출연
- 1994년 홍콩 TVB 황비홍-철담양관(鐵膽梁寬): 양가인.이극근.양영충.나낙림.선훤 출연
- 1995년 대만 CTV 황비홍여십삼이(黃飛鴻與十三姨): 유응종.증수초 감독/장신광.임의진.마경도.도선니 출연
- 2004년 홍콩 TVB 아사전계황비홍(我師傅係黃飛鴻): 황위성 감독/황종택.진건봉.이가성.강대위.이채화 출연
- 2005년 홍콩 TVB 황비홍여십삼이(黃飛鴻與十三姨): 유가휘 출연
- 2006년 홍콩 TVB 황비홍오대제자(黃飛鴻五代第子): 백도 감독/장신광.정칙사.막소총.웅흔흔 출연
- 2007년 홍콩 TVB 간인견(奸人堅): 임지화 감독/황자화.엽동.양수혜.임가화.허소웅.임경강 출연
- 2008년 홍콩 TVB 인자황비홍(仁者黃飛鴻): 왕정 감독/장위건.정효동.임자총.왕정 출연

## 테마곡
관덕흥 시절의 황페이홍 시리즈의 배경 음악은 장군령(將軍令)이라는 중국 강소(江蘇) 지방의 민요였는데 이때부터 황페이홍 시리즈의 테마곡으로 굳어지게 되었다. 그러다가 서극(徐克, 쉬커) 감독이 제작과 감독을 겸한 91년 리롄제(李連杰, 이연걸)의 황페이홍 시리즈가 시작하며 제작되자 음악 감독인 황점(黃湛森)에 의해 남아당자강(男兒當自強)이라는 곡으로 리메이크되었다. 남아당자강에는 기존에 없던 가사가 새로 붙여지게 되었는데 음악과 가사가 모두 웅장하고 피를 끓게 만드는 강렬함이 있어 히트를 쳤고 황페이홍 시리즈의 메인 테마곡이자 불후의 명곡으로 남게 되었다. 리롄제의 황비홍 시리즈에서는 임자상(林子祥)이 이 곡을 불렀고 2편에서는 성룡이 부르기도 했다.

## 참고 자료
- 홍가권(사자춤, 용춤)
- 소림홍권(少林洪拳)(공자복호권(工字伏虎拳)) - 중화민국장권홍권추광학회(中華民國長拳洪拳推廣學會)
- 소림쿵후(少林功夫)(호학쌍형권(虎鶴雙形拳)) - 서림문화사(書林文化社)
- 황비홍의 삶과 전설
- 황비홍 별전